# Tschyhyryn
Tschyhyryn (ukrainisch Чигирин; russisch Чигирин Tschigirin, polnisch Czehryń) ist eine Stadt in der ukrainischen Oblast Tscherkassy an den Ufern des Flusses Tjasmyn, welcher unterhalb der Stadt in den zum Krementschuker Stausee aufgestauten Dnepr mündet.

## Geschichte

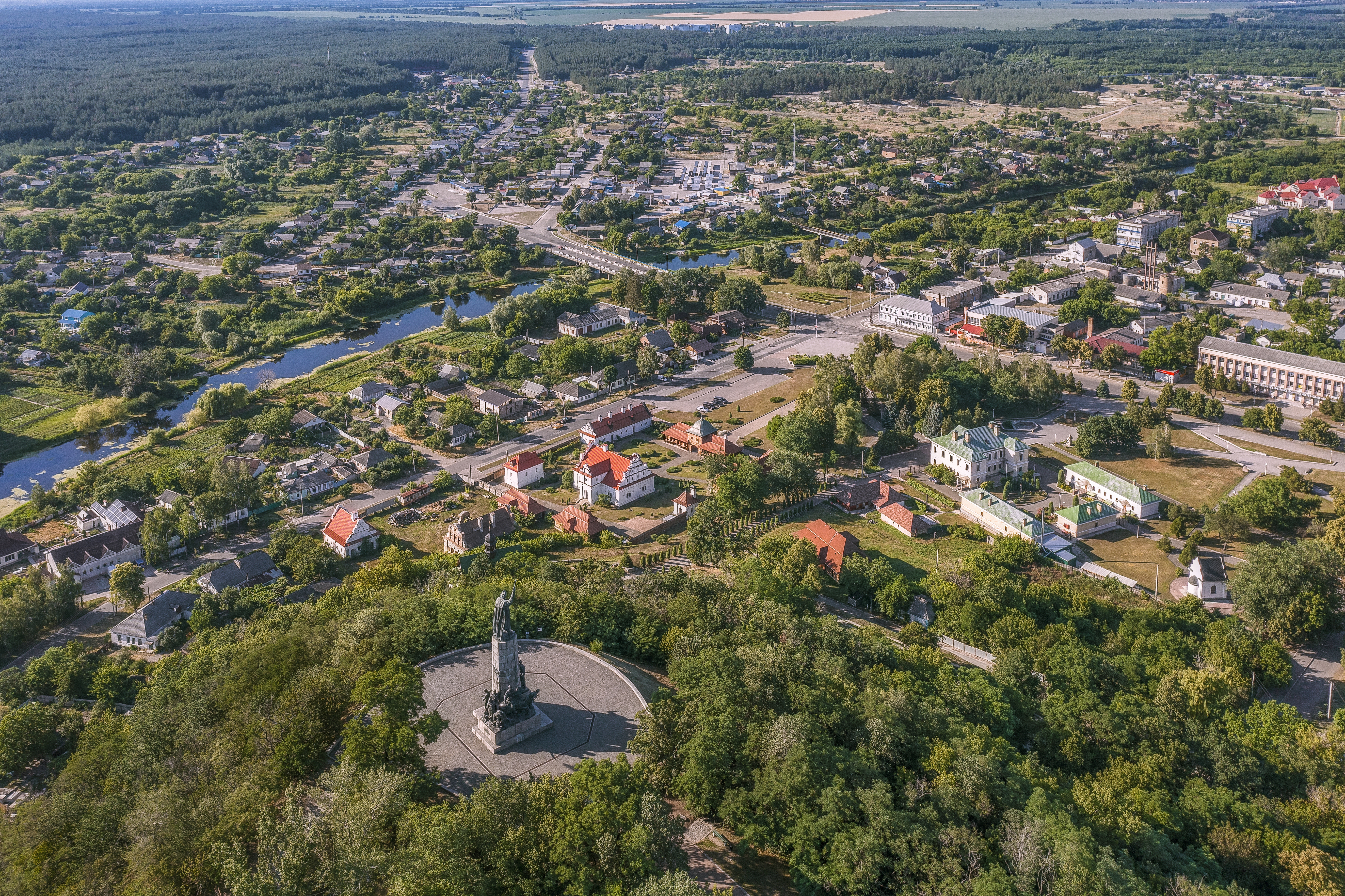
Blick auf Tschyhyryn

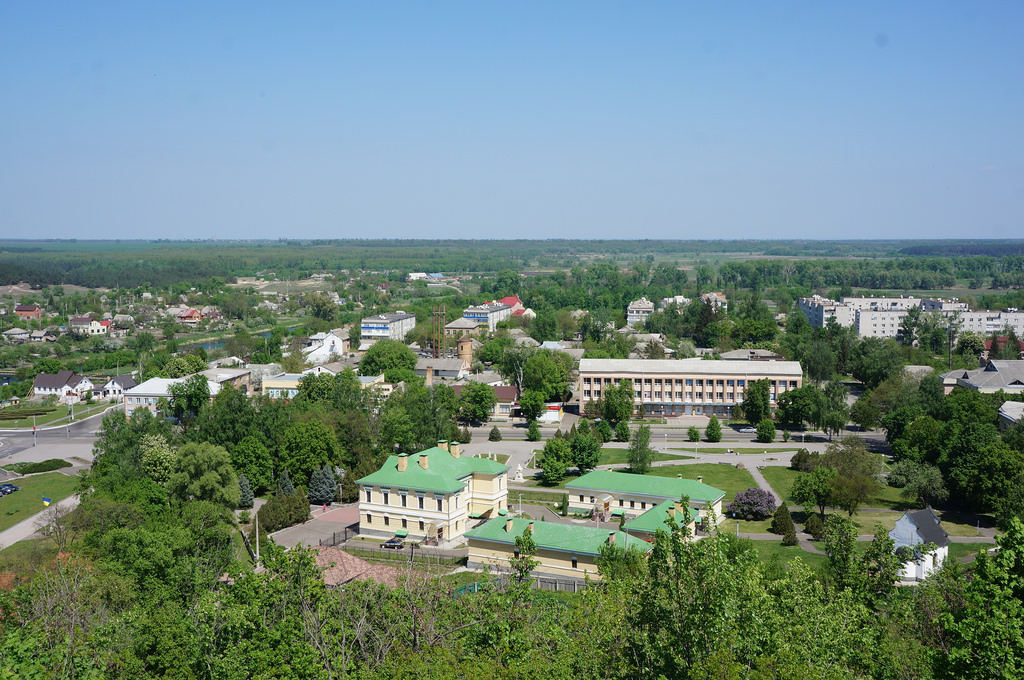
Blick auf das Bohdan-Chmelnyzki-Museum in Tschyhyryn

Die Stadt Tschyhyryn hat ihre Ursprünge in einer befestigten Überwinterungsstation der Kosaken, die an dieser Stelle ab der ersten Hälfte des 16. Jh. bestand. In den folgenden Jahrzehnten entwickelte sich die Siedlung zu einer kleinen Ortschaft, die 1592 das Magdeburger Stadtrecht erhielt. 1627 wurde in der Nähe der Stadt das Dreifaltigkeitskloster errichtet, welches aber während der Sowjetzeit geschlossen und zerstört wurde.
Zwischen 1648 und 1660 konnte Tschyhyryn für kurze Zeit überregionale Bedeutung erlangen, als es eine Art Regierungssitz des ukrainischen Kosakenstaates unter dem Kosakenführer Bohdan Chmelnyzkyj war. Dieser hatte in der Nähe der Stadt bei der Ortschaft Subotiw sein Landgut. Ab 1648 verfügte Tschyhyryn über ein eigenes Kosakenpulk, das 1649 aus 19 Sotniken bestand. Im Oktober 1653 wurde der bei der Belagerung von Suceava gefallene, älteste Sohn von Bohdan Chmelnyzkyj Tymofij Chmelnyzkyj in Tschyhyryn bestattet.
Zu dieser Zeit entstanden einige bedeutende Bauten, so etwa Chmelnyzkyjs Regierungsgebäude (1659–57), ein Rathaus und eine Christus-Erlöser-Kirche. Diese überdauerten aber alle nicht bis in die heutige Zeit. Unter den Gesandten, welche in dieser Zeit nach Tschyhyryn kamen, war auch ein Botschafter des Brandenburgischen Kurfürsten Friedrich-Wilhelm, welcher 1657 Bohdan Chmelnyzkyj aufsuchte, um ihm einen Freundschaftsvertrag anzubieten. Nach dem Tode des Kosakenführers im Jahr 1657 verlor die Stadt zunächst wieder an Bedeutung. Allerdings wurde sie während der Spaltung des Hetmanats im Zuge des „Ruins“ Sitz des rechtsufrigen Hetmans Petro Doroschenko und Ziel der insgesamt vier russischen und osmanischen Tschyhyryn-Feldzüge. Zunächst belagerten die Russen und die linksufrigen Kosaken die Stadt und nahmen dort 1676 schließlich Doroschenko gefangen. Im darauffolgenden Russisch-Türkischen Krieg war sie 1677 und 1678 Schauplatz einer erbitterten Verteidigung durch die Russen und die Kosaken gegen große osmanisch-krimtatarische Heere. Die Angreifer konnten die Stadt nach sehr verlustreichen Kämpfen schließlich einnehmen. 1699 kam die Stadt nach dem Frieden von Karlowitz wieder an Polen-Litauen. Wegen der Auflösung des rechtsufrigen Hetmanats siedelte der überwiegende Teil der Kosaken und Bewohner in das nahegelegene linksufrige Hetmanat im Verband Russlands über.
Mit der zweiten polnischen Teilung kam Tschyhyryn 1793 zum Russischen Kaiserreich und war ab 1797 eine Kreisstadt im Gouvernement Kiew. 1843 und 1845 besuchte der ukrainische Schriftsteller Taras Schewtschenko die Ortschaft. Er schrieb über die Regierungszeit Chmelnyzkyjs und den Ort einige Gedichte.
1897 lebten in Tschyhyryn 9872 Personen, wobei Ukrainer mit 66,6 % die größte Bevölkerungsgruppe stellten, gefolgt von Juden (29,6 %) und Russen (3,5 %). Nachdem Tschyhyryn im 20. Jahrhundert zwischenzeitlich seinen Status als Stadt verloren hatte, wurde es 1954 wieder zur Stadt erhoben.
Im nahegelegenen Subotiw befindet sich ein Museum und eine der wenigen erhaltenen Dorfkirchen in diesem Gebiet, welche im ukrainischen Barockstil errichtet wurde.

## Wirtschaft und Verkehr
Da Tschyhyryn keinen Anschluss an das Eisenbahnnetz erhielt, konnte sich keine größere Industrie entwickeln. Der Schwerpunkt liegt auf der Nahrungs-, Bekleidungs- und Möbelproduktion. Die Stadt liegt an der Regionalstraße P-15, die Tscherkassy mit Krementschuk verbindet.
In den 1980er Jahren sollte bei Tschyhyryn ein Kohlekraftwerk entstehen, das jedoch storniert und der Standort für ein 4000 MW starkes Kernkraftwerk präpariert wurde. Nach der Nuklearkatastrophe von Tschernobyl wurde der Protest gegen das Kernkraftwerk seitens der ortsansässigen Einwohner so groß, dass das Projekt 1989 aufgegeben wurde, jedoch gilt Tschyhyryn weiterhin als möglicher Standort für neue Kernkraftwerke in der Ukraine.

## Verwaltungsgliederung
Am 13. August 2018 wurde die Stadt zum Zentrum der neugegründeten Stadtgemeinde Tschyhyryn (ukrainisch Чигиринська міська громада/Tschyhyrynska miska hromada), zu dieser zählten auch die 8 Dörfer Halahaniwka, Krasnossillja, Matwijiwka, Pohorilzi, Rossoschynzi, Steziwka, Subotiw und Tinky sowie die Ansiedlungen Skarschynka und Tschernetsche, bis dahin bildete sie zusammen mit der Ansiedlung Tschernetsche die gleichnamige Stadtratsgemeinde Tschyhyryn (Чигиринська міська рада/Tschyhyrynska miska rada) im Zentrum des Rajons Tschyhyryn.
Am 12. Juni 2020 kamen noch weitere 11 in der untenstehenden Tabelle aufgelistete Dörfer sowie die Ansiedlungen Burjakowe, Hnenne und Kudaschewe zum Gemeindegebiet.
Am 17. Juli 2020 kam es im Zuge einer großen Rajonsreform zum Anschluss des Rajonsgebietes an den Rajon Tscherkassy.
Folgende Orte sind neben dem Hauptort Tschyhyryn Teil der Gemeinde:
| Name                     | Name              | Name                                   |
| ukrainisch transkribiert | ukrainisch        | russisch                               |
| ------------------------ | ----------------- | -------------------------------------- |
| Burjakowe                | Бурякове          | Буряковое (Burjakowoje)                |
| Halahaniwka              | Галаганівка       | Галагановка (Galaganowka)              |
| Hnenne                   | Гненне            | Гненное (Gnennoje)                     |
| Iwaniwka                 | Іванівка          | Ивановка (Iwanowka)                    |
| Krasnossillja            | Красносілля       | Красноселье (Krasnoselje)              |
| Kudaschewe               | Кудашеве          | Кудашево (Kudaschewo)                  |
| Matwijiwka               | Матвіївка         | Матвеевка (Matwejewka)                 |
| Nowoselyzja              | Новоселиця        | Новоселица (Nowoseliza)                |
| Pohorilzi                | Погорільці        | Погорельцы (Pogorelzy)                 |
| Poludniwka               | Полуднівка        | Полудневка (Poludnewka)                |
| Razewe                   | Рацеве            | Рацево (Razewo)                        |
| Rossoschynzi             | Розсошинці        | Рассошинцы (Rassoschinzy)              |
| Rubliwka                 | Рублівка          | Рублёвка (Rubljowka)                   |
| Skarschynka              | Скаржинка         | Скаржинка (Skarschinka)                |
| Steziwka                 | Стецівка          | Стецовка (Stezowka)                    |
| Subotiw                  | Суботів           | Суботов (Subotow)                      |
| Tarasso-Hryhoriwka       | Тарасо-Григорівка | Тарасо-Григоровка (Tarasso-Grigorowka) |
| Tinky                    | Тіньки            | Тиньки (Tinki)                         |
| Truschiwzi               | Трушівці          | Трушевцы (Truschewzy)                  |
| Tschernetsche            | Чернече           | Чернече                                |
| Tschmyriwka              | Чмирівка          | Чмыревка (Tschmyrewka)                 |
| Wdowytschyne             | Вдовичине         | Вдовичино (Wdowitschino)               |
| Werschazi                | Вершаці           | Вершацы (Werschazy)                    |
| Witowe                   | Вітове            | Витово (Witowo)                        |

## Persönlichkeiten
- Geburtsort des Kosakenführers Taras Fedorowytsch (?–1639)
- Wirkungs- und Todesort des Kosakenführers Bohdan Chmelnyzkyj (1595–1657)
- Wirkungs- und Todesort des Geistlichen Jossyf Tukalskyj-Neljubowytsch (?–1675)
- Geburts- und Wirkungsort des Kosakenführers Petro Doroschenko (1627–1698)
- Geburtsort des Slawisten und Pädagogen Serhij Hruschewskyj (1830–1901)
- Geburtsort des Biophysikers Boris Rajewsky (1893–1974)
- Geburtsort der ukrainisch-sowjetischen Mathematikerin und Kybernetikerin Kateryna Juschtschenko (1919–2001)
- Geburtsort des Mathematikers und Ingenieurwissenschaftlers Wolodymyr Rwatschow (1926–2005)